# Closeburn (Dumfries and Galloway)
Closeburn, gälisch Cill Osbrain, ist eine Ortschaft in der schottischen Council Area Dumfries and Galloway beziehungsweise im Distrikt Nithsdale der traditionellen Grafschaft Dumfriesshire. Sie liegt rund drei Kilometer südöstlich von Thornhill und 15 km nördlich von Dumfries nahe dem linken Nith-Ufer.

## Geschichte
Die Bezeichnung Closeburn leitet sich von dem mittelalterlichen Kylosbern („Kirche des Osbern“) ab. Zu dieser Zeit zählten die Ländereien zum Besitz des schottischen Königs David I. Sein Enkel Alexander II. schenkte sie der Familie Kirkpatrick. Östlich der heutigen Ortschaft entstand vermutlich im 11. Jahrhundert die Keimzelle des heutigen Tower House Closeburn Castle, welches die Kirkpatricks entwickelten. Sie hielten die Ländereien über mehrere Jahrhunderte und veräußerten sie dann in den 1780er Jahren. Der aus Closeburn stammende, in Glasgow lebende Kaufmann John Wallace ließ 1723 die Wallacehall Academy errichten.
Im Rahmen der Zensuserhebung 1971 wurden in Closeburn 225 Einwohner gezählt.

## Verkehr
Closeburn ist direkt an der A76 (Dumfries–Kilmarnock) gelegen. In Thornhill besteht Anschluss an die aus St John’s Town of Dalry kommende A702. 1849 erhielt Closeburn einen eigenen Bahnhof an der Glasgow, Dumfries and Carlisle Railway, einem Teilstück der Hauptstrecke der Glasgow and South Western Railway zwischen Glasgow und Carlisle. Während die Strecke bis heute in Betrieb ist, wurde der Bahnhof von Closeburn in den 1960er Jahren aufgelassen.